# Jeruzalem, de biografie
Jeruzalem, de biografie is een boek van de Britse historicus Simon Sebag Montefiore.
De originele Engelse versie, Jerusalem. The Biography, verschenen op 1 maart 2011 bij Orion Publishing Group, ontving onverdeeld lovende kritieken. Tom Holland typeerde het als een "astoundingly ambitious and triumphantly epic history of the city", een "verbazingwekkend ambitieuze en glorieus heldhaftige geschiedenis van de stad". Na het uitkomen van de Nederlandse vertaling, ook in 2011, concludeerde Elsbeth Etty in NRC Handelsblad dat het "een belangrijk boek was voor joden, christenen en moslims vanwege de onpartijdigheid van de auteur in een meer dan briljant verteld meeslepend verhaal".

## Samenvatting
Het boek beschrijft de drieduizendjarige geschiedenis van Jeruzalem, een "veelal armoedig provinciestadje in de heuvels van Judea".
Tegelijk wil het een "geschiedenis van de wereld" zijn. De meeste wereldmachten kwamen met hun legers in Jeruzalem: Assyriërs, Babyloniërs, Perzen, Macedoniërs, Egyptenaren, Romeinen, Byzantijnen, Arabieren, Franken (onder de kruistochten), Tataren, Mongolen, Turken (Mammelukken en Ottomanen), Fransen, Russen, Duitsers en Britten. Zo te zien kwamen alleen de Spaanse, Portugese, Nederlandse en Japanse imperia niet tot in Jeruzalem (dit is geen opmerking van de auteur zelf). De laatste drie hoofdstukken beschrijven het ontstaan van de staat Israël en de oorlogen met de Arabische buren.
Het boek is ook een verhaal van oorlog, verraad, verkrachting, moord, massamoord, foltering, fanatisme, vervolging, corruptie en andere door mensen veroorzaakte ellende. In bijna elk van de 53 hoofdstukken vallen er ontelbare doden. Van de uitroeiing door de Romeinen in 70 n.Chr. en van het bloedbad bij de Eerste Kruistocht in 1099 wordt het bloedige geweld extra in de verf gezet.
In de derde plaats is het boek het verhaal van de strijd tussen godsdiensten en religieuze stromingen : oude godsdiensten, heidendom, jodendom, christendom, arianisme, mithraïsme, manicheïsme, islam, ... De tegenstellingen tussen de verschillende christelijke strekkingen en tussen de katholieke orden onderling, soms tot op het lachwekkende, krijgen extra veel aandacht.
In de epiloog, die begint met de Zesdaagse Oorlog lijkt de auteur de neutrale geschiedschrijving te verlaten. Hij pleit voor een verzoening van de hedendaagse tegenstellingen; dat zou met name moeten uitlopen op een tweestatenoplossing, Israël naast Palestina. Een en ander verklaart wellicht waarom de gewelddaden van de westerlingen en de twisten van de katholieken met minder schroom beschreven worden, alleszins in vergelijking met de eeuwenoude gewelddaden en twisten tussen joden en islamieten. Deze laatste tegenstelling, die de enige nog bestaande tegenstelling is, wil de auteur oplossen.
Ten slotte weze nog vermeld dat de rol die een oudoom van de auteur, Moses Montefiore, speelde bij filantropische projecten in de stad in de 19e eeuw, een volledig hoofdstuk krijgt.

## Het geweld in 53 hoofdstukken
Hierna in schuin lettertype de titels van de hoofdstukken, daarachter de voornaamste in het boek beschreven gewelddaden.
- Proloog : 70 n.Chr : verwoesting door Titus
- DEEL 1 : JODENDOM
  -  1. De wereld van David : de mythische aanval op Jericho
  - 2. De opkomst van David : gevecht tegen Goliath
  - 3. Het koninkrijk en de tempel : de dood van Uria
  - 4. De koningen van Juda : Noordelijken (Jerobeam) tegen Zuidelijken (Rechabeam)
  - 5. De hoer van Babylon : Nebukadnezar vernielt de stad
  - 6. De Perzen : de oorlogen van Cyrus de Grote en van Darius
  - 7. De Macedoniërs : verovering door Alexander de Grote; Ptolemeus en Antiochus Epiphanes plunderen de stad
  - 8. De Makkabeeën : Judas Makkabeüs (de Hamer) verovert de stad op de Seleuciden; de daaropvolgende oorlog duurt 20 jaar
  - 9. De Romeinen arriveren : Pompeius veroverde stad, Crassus plundert de stad
  - 10. De Herodianen : Herodes vermoordt 45 van de 71 leden van het Sanhedrin; onder Archelaüs vallen 3000 doden bij een manifestatie
  - 11. Jezus Christus : terechtstelling door kruisiging van opstandelingen
  - 12. De laatste der Herodianen : keizermoorden
  - 13. Joodse oorlogen: de teloorgang van Jeruzalem : honderdduizenden doden
- DEEL 2 : HEIDENDOM
  - 14. Aelia Capitolina : geweld onder Titus
- DEEL 3 : CHRISTENDOM
  - 15. Byzantium op zijn hoogtepunt :
  - 16. De levensavond van de Byzantijnen: Perzische invasie : Heraclius vermoordt de joden
- DEEL 4 : ISLAM
  - 17. De Arabische verovering : Mohammed onthoofdt 700 joden in Arabië, Omar neemt de stad in zonder geweld te moeten gebruiken
  - 18. De Omajjaden: eerherstel voor de tempel : Omar vermoord
  - 19. De Abbasiden: verre meesters :
  - 20. De Fatimiden: verdraagzaamheid en gekte : De Fatimiden veroveren de stad; terechtstellingen onder Hakim; beestachtige plundering onder Atsiz
- DEEL 5 : KRUISTOCHT
  - 21. Het bloedbad : tienduizenden doden
  - 22. De opkomst van Outremer :
  - 23. De bloeiperiode van Outremer : Oesama bin Munqidh schrijft over vechten en jagen
  - 24. Patstelling :
  - 25. Boudewijn de Melaatse :
  - 26. Saladin : Saladin wint de Slag bij Hattin, laat Jeruzalem de keuze tussen slachtpartij of capitulatie
  - 27. De Derde Kruistocht: Saladin en Richard : bevolking vlucht
  - 28. De dynastie van Saladin : Berke Khan moordt en plundert
- DEEL 6: MAMMELUKKEN
  - 29. Van slaaf tot sultan : Baibars tegen de Mongolen, slachting in Akko
  - 30. De neergang van de mammelukken : inname van Constantinopel
- DEEL 7: OTTOMANEN
  - 31. De prachtlievendheid van Suleiman :
  - 32. Mystici en messiassen : Reconquista in Spanje, joden vluchten o.a. naar Nederland
  - 33. De Families : boerenopstand van de Hoesseini's
- DEEL 8: KEIZERRIJK
  - 34. Napoleon in het Heilige Land : Napoleon laat 800 eigen, zieke soldaten doden; slachting in Jaffa
  - 35. De nieuwe romantici: Chateaubriand en Disraeli : moslimmenigte valt kerkbouwers aan
  - 36. De Albanese verovering : onder Mehmet Ali doden lijfwachten 400 pelgrims
  - 37. De evangelisten : schietpartij tussen orthodoxe en katholieke monniken : 40 doden
  - 38. De Nieuwe Stad 
  - 39. De nieuwe religie 
  - 40. Arabische stad, keizerlijke stad 
  - 41. Russen : pogroms tegen joden in Rusland
- DEEL 9: ZIONISME
  - 42. De keizer 
  - 43. De ud-speler van Jeruzalem 
  - 44. Wereldoorlog : executies door Djemal Pasja, de tiran van Jeruzalem
  - 45. Arabische opstand, Balfourverklaring : Lawrence of Arabia vecht met de Arabieren
  - 46. Het kerstcadeau : 1917 : Jeruzalem in handen van de Duitsers, vervolgens van de Britten
  - 47. De overwinnaars en de buit : antijoodse rellen
  - 48. Het Britse mandaat : de groot-moefti moedigt geweld : 31 joden vermoord in Jeruzalem, 59 in Hebron; reactie van de Hagana
  - 49. De Arabische Opstand : de moefti steunt Hitler en bedreigt de joden; Britten tegen Joods Agentschap
  - 50. De vuile oorlog : de Joodse bomaanslag op het Koning Davidhotel en het bloedbad van Deir Yassin
  - 51. Joodse onafhankelijkheid, Arabische catastrofe : legers van Egypte, Jordanië, Irak, Syrië en Libanon vallen de nieuwe staat Israël aan; de Israëli veroveren West-Jeruzalem
  - 52. Verdeeld : koning Abdoellah op de Tempelberg vermoord
  - 53. Zes dagen : Israëli veroveren onder andere ook Oost-Jeruzalem
- Epiloog : Zwarte September, Bloedbad van München, Jom Kipoeroorlog, Bloedbaden in Sabra en Shatila, moord op Sadat, Intifada, moord op Rabin, ...